# 安丰镇 (兴化市)
安丰镇，是中华人民共和国江苏省泰州市兴化市下辖的一个乡镇级行政单位。

## 行政区划
安丰镇下辖以下地区：
程关东社区、西园社区、太平社区、青龙社区、虹桥社区、永安社区、程关西社区、万耿村、万刘村、西南村、寺万村、三庄村、五庄村、东新合村、塘港村、九丰村、东郊村、黄庄村、新北郊村、新夏村、成其甫村、盛宋村、中圩村、大杨庄村、陆宴村、四和村、沈曹村和张阳村。